# Tord pitgrís
El tord pitgrís (Turdus obscurus) és una espècie d'ocell de la família dels túrdids (Turdidae) que habita els boscos de Sibèria oriental, des de l'Altai cap a l'est fins al nord de Sakhalín i Kamtxatka. Passa l'hivern al sud de la Xina, les Filipines i Sud-est asiàtic. El seu nom específic, obscurus, significa 'fosc' en llatí.